# Judô nos Jogos Pan-Americanos de 2023 - Equipe mista
A categoria por equipe mista do judô nos Jogos Pan-Americanos de 2023 foi disputada em 31 de outubro no Centro de Entrenamiento de los Deportes de Contacto em Santiago, no Chile.
Inicialmente, foram listados 99 atletas de 10 comitês olímpicos nacionais. No entanto, a equipe dos Estados Unidos não participou da rodada de chaves.

## Calendário
Horário local (UTC-4).
| Data          | Horário | Fase          |
| ------------- | ------- | ------------- |
| 31 de outubro | 10:00   | Eliminatórias |
| 31 de outubro | 11:20   | Repescagem    |
| 31 de outubro | 12:00   | Semifinais    |
| 31 de outubro | 12:45   | Finais        |

## Medalhistas
|  | CUB Cuba |  | BRA Brasil |  | COL Colômbia                                                                                |  | DOM República Dominicana |
|  | Lianet Cardona Idelannis Gómez Liester Cardona Omar Cruz Magdiel Estrada Andy Granda Maikel McKenzie Orlando Polanco Ivan Felipe Silva Maylín del Toro Carvajal Idalys Ortiz |  | Luana Carvalho Rafael Macedo Rafael Silva Rafaela Silva Samanta Soares Daniel Cargnin Leonardo Gonçalves Willian Lima Larissa Pimenta Aléxia Castilhos Beatriz Souza Guilherme Schimidt |  | Brigitte Carabalí Francisco Balanta María Villalba Luisa Bonilla Daniel Paz Andrés Sandoval |  | Ariela Sánchez Eiraima Silvestre Estefanía Soriano Moira Morillo Medickson del Orbe Ana Rosa Robert Florentino José Nova Elmert Ramírez Antonio Tornal |

## Resultados
Estes foram os resultados:

### Chave principal
|  | Oitavas-de-final         | Oitavas-de-final         |               |   | Quartas-de-final | Quartas-de-final |  |  | Semifinais | Semifinais |  |  | Disputa pelo ouro | Disputa pelo ouro |
|  |                          |                          |               |   |                  |                  |  |  |            |            |  |  |                   |                   |
|  |                          |                          |               |   |                  |                  |  |  |            |            |  |  |                   |                   |
|  |                          |                          |               |   |                  |                  |  |  |            |            |  |  |                   |                   |
|  |                          |                          |               |   |                  |                  |  |  |            |            |  |  |                   |                   |
|  |                          |                          |               |   |                  |                  |  |  |            |            |  |  |                   |                   |
|  |                          |                          |               |   |                  |                  |  |  |            |            |  |  |                   |                   |
|  | BRA Brasil               | 4                        |               |   |                  |                  |  |  |            |            |  |  |                   |                   |
|  | BRA Brasil               | 4                        |               |   |                  |                  |  |  |            |            |  |  |                   |                   |
|  |                          |                          | VEN Venezuela | 1 |                  |                  |  |  |            |            |  |  |                   |                   |
|  |                          |                          | VEN Venezuela | 1 |                  |                  |  |  |            |            |  |  |                   |                   |
|  |                          |                          |               |   |                  |                  |  |  |            |            |  |  |                   |                   |
|  |                          |                          |               |   |                  |                  |  |  |            |            |  |  |                   |                   |
|  | BRA Brasil               | 4                        |               |   |                  |                  |  |  |            |            |  |  |                   |                   |
|  | BRA Brasil               | 4                        |               |   |                  |                  |  |  |            |            |  |  |                   |                   |
|  |                          | COL Colômbia             | 0             |   |                  |                  |  |  |            |            |  |  |                   |                   |
|  |                          | COL Colômbia             | 0             |   |                  |                  |  |  |            |            |  |  |                   |                   |
|  |                          |                          |               |   |                  |                  |  |  |            |            |  |  |                   |                   |
|  |                          |                          |               |   |                  |                  |  |  |            |            |  |  |                   |                   |
|  | ARG Argentina            | 0                        |               |   |                  |                  |  |  |            |            |  |  |                   |                   |
|  | ARG Argentina            | 0                        |               |   |                  |                  |  |  |            |            |  |  |                   |                   |
|  |                          |                          | COL Colômbia  | 4 |                  |                  |  |  |            |            |  |  |                   |                   |
|  |                          |                          | COL Colômbia  | 4 |                  |                  |  |  |            |            |  |  |                   |                   |
|  |                          |                          |               |   |                  |                  |  |  |            |            |  |  |                   |                   |
|  |                          |                          |               |   |                  |                  |  |  |            |            |  |  |                   |                   |
|  | BRA Brasil               | 3                        |               |   |                  |                  |  |  |            |            |  |  |                   |                   |
|  | BRA Brasil               | 3                        |               |   |                  |                  |  |  |            |            |  |  |                   |                   |
|  |                          | CUB Cuba                 | 4             |   |                  |                  |  |  |            |            |  |  |                   |                   |
|  |                          | CUB Cuba                 | 4             |   |                  |                  |  |  |            |            |  |  |                   |                   |
|  |                          |                          |               |   |                  |                  |  |  |            |            |  |  |                   |                   |
|  |                          |                          |               |   |                  |                  |  |  |            |            |  |  |                   |                   |
|  | CUB Cuba                 | 4                        |               |   |                  |                  |  |  |            |            |  |  |                   |                   |
|  | CUB Cuba                 | 4                        |               |   |                  |                  |  |  |            |            |  |  |                   |                   |
|  |                          |                          | MEX México    | 1 |                  |                  |  |  |            |            |  |  |                   |                   |
|  |                          |                          | MEX México    | 1 |                  |                  |  |  |            |            |  |  |                   |                   |
|  |                          |                          |               |   |                  |                  |  |  |            |            |  |  |                   |                   |
|  |                          |                          |               |   |                  |                  |  |  |            |            |  |  |                   |                   |
|  | CUB Cuba                 | 4                        |               |   |                  |                  |  |  |            |            |  |  |                   |                   |
|  | CUB Cuba                 | 4                        |               |   |                  |                  |  |  |            |            |  |  |                   |                   |
|  |                          | DOM República Dominicana | 2             |   |                  |                  |  |  |            |            |  |  |                   |                   |
|  |                          | DOM República Dominicana | 2             |   |                  |                  |  |  |            |            |  |  |                   |                   |
|  |                          |                          |               |   |                  |                  |  |  |            |            |  |  |                   |                   |
|  |                          |                          |               |   |                  |                  |  |  |            |            |  |  |                   |                   |
|  | DOM República Dominicana | 4                        |               |   |                  |                  |  |  |            |            |  |  |                   |                   |
|  | DOM República Dominicana | 4                        |               |   |                  |                  |  |  |            |            |  |  |                   |                   |
|  |                          |                          | CHI Chile     | 0 |                  |                  |  |  |            |            |  |  |                   |                   |
|  | CHI Chile                | 4                        | CHI Chile     | 0 |                  |                  |  |  |            |            |  |  |                   |                   |
|  | CHI Chile                | 4                        |               |   |                  |                  |  |  |            |            |  |  |                   |                   |
|  | ECU Equador              | 3                        |               |   |                  |                  |  |  |            |            |  |  |                   |                   |
|  | ECU Equador              | 3                        |               |   |                  |                  |  |  |            |            |  |  |                   |                   |

### Repescagem e disputa pelo bronze
|  | Repescagem    | Repescagem |                          |   | Disputa pelo bronze | Disputa pelo bronze |  |  |  |  |
|  |               |            |                          |   |                     |                     |  |  |  |  |
|  |               |            |                          |   |                     |                     |  |  |  |  |
|  |               |            |                          |   |                     |                     |  |  |  |  |
|  | VEN Venezuela | 2          |                          |   |                     |                     |  |  |  |  |
|  | VEN Venezuela | 2          |                          |   |                     |                     |  |  |  |  |
|  | ARG Argentina | 4          |                          |   |                     |                     |  |  |  |  |
|  | ARG Argentina | 4          | ARG Argentina            | 1 |                     |                     |  |  |  |  |
|  |               |            | ARG Argentina            | 1 |                     |                     |  |  |  |  |
|  |               |            | DOM República Dominicana | 4 |                     |                     |  |  |  |  |
|  |               |            | DOM República Dominicana | 4 |                     |                     |  |  |  |  |
|  |               |            |                          |   |                     |                     |  |  |  |  |
|  |               |            |                          |   |                     |                     |  |  |  |  |
|  |               |            |                          |   |                     |                     |  |  |  |  |
|  |               |            |                          |   |                     |                     |  |  |  |  |
|  |               |            |                          |   |                     |                     |  |  |  |  |
|  | MEX México    | 4          |                          |   |                     |                     |  |  |  |  |
|  | MEX México    | 4          |                          |   |                     |                     |  |  |  |  |
|  | CHI Chile     | 0          |                          |   |                     |                     |  |  |  |  |
|  | CHI Chile     | 0          | MEX México               | 2 |                     |                     |  |  |  |  |
|  |               |            | MEX México               | 2 |                     |                     |  |  |  |  |
|  |               |            | COL Colômbia             | 4 |                     |                     |  |  |  |  |
|  |               |            | COL Colômbia             | 4 |                     |                     |  |  |  |  |
|  |               |            |                          |   |                     |                     |  |  |  |  |
|  |               |            |                          |   |                     |                     |  |  |  |  |
|  |               |            |                          |   |                     |                     |  |  |  |  |

### Classificação final
Segue a classificação final do evento:
| Pos.              | CON                      | Atletas |
| ----------------- | ------------------------ | --- |
| Medalha de ouro   | CUB Cuba                 | Lianet Cardona, Idelannis Gómez, Liester Cardona, Omar Cruz, Magdiel Estrada, Andy Granda, Maikel McKenzie, Orlando Polanco, Ivan Felipe Silva, Maylín del Toro Carvajal, Idalys Ortiz                             |
| Medalha de prata  | BRA Brasil               | Gabriel Falcão, Luana Carvalho, Rafael Macedo, Rafael Silva, Rafaela Silva, Samanta Soares, Daniel Cargnin, Leonardo Gonçalves, Willian Lima, Larissa Pimenta, Aléxia Castilhos, Beatriz Souza, Guilherme Schimidt |
| Medalha de bronze | COL Colômbia             | Brigitte Carabalí, Francisco Balanta, María Villalba, Luisa Bonilla, Daniel Paz, Andrés Sandoval |
| Medalha de bronze | DOM República Dominicana | Ariela Sánchez, Eiraima Silvestre, Estefanía Soriano, Moira Morillo, Medickson del Orbe, Ana Rosa, Robert Florentino, José Nova, Elmert Ramírez, Antonio Tornal                                                    |
| =5º               | ARG Argentina            | Victoria Delvecchio, Agustina De Lucia, Brisa Gómez, Agustina Lahiton, Mariano Coto, Ivo Dargoltz, Matteo Etchechury, Agusín Gil, Tomás Morales, Joaquín Tovagliari                                                |
| =5º               | MEX México               | Sergio del Sol, Paulina Martínez, Edna Carrillo, Angel Garcia, Renata Ortíz, Gilberto Cardoso, Katia Castillo, Prisca Awiti, Alexis Esquivel, Robin Jara, Samuel Ayala                                             |
| =7º               | CHI Chile                | Juan Pablo Vega, Daniel Arancibia, Sebastián Pérez, Camila Lagos, Constanza Pérez, Elizabeth Segura, Judith González, Francisco Solís, Katherine Quevedo, Jorge Daniel Pérez, Thomas Briceño, Karina Venegas       |
| =7º               | VEN Venezuela            | Ivan Salas, Fabiola Díaz, Elvismar Rodríguez, Amarantha Urdaneta, Sergio Mattey, Carlos Paez, Luis Amezquita, Maria Gabriela Giménez, Willis García                                                                |
| 9º                | ECU Equador              | Junior Angulo, Juan Ayala, Luz Carolina Peña, Edith Ortíz, Bryan Garboa, Astrid Gavidia, Celinda Corozo, Aracelly Barrionuevo, Vanessa Chala, Lenin Preciado, Freddy Figueroa                                      |

## Confrontos
Legenda:
- DNS – Não iniciou
- W – Venceu

### Oitavas de final
| Categoria         | CHI Chile         | Resultado | ECU Equador     | Placar |
| ----------------- | ----------------- | --------- | --------------- | ------ |
| +78 kg feminino   | Katherine Quevedo | 00 – 10   | Vanessa Chala   | 0 – 1  |
| +100 kg masculino | Francisco Solís   | 10 – 00   | Freddy Figueroa | 1 – 1  |
| –52 kg feminino   | Judith González   | 00 – 01   | Astrid Gavidia  | 1 – 2  |
| –66 kg masculino  | Sebastián Pérez   | 00 – 10   | Lenin Preciado  | 1 – 3  |
| –70 kg feminino   | Camila Lagos      | 10 – 00   | Celinda Corozo  | 2 – 3  |
| –90 kg masculino  | Daniel Arancibia  | W – DNS   | —               | 3 – 3  |
| –90 kg masculino  | Daniel Arancibia  | W – DNS   | —               | 4 – 3  |

### Quartas de final
| Categoria         | BRA Brasil               | Resultado | VEN Venezuela      | Placar |
| ----------------- | ------------------------ | --------- | ------------------ | ------ |
| –100 kg masculino | Leonardo Gonçalves       | 10 – 00   | Luis Amezquita     | 1 – 0  |
| –57 kg feminino   | Rafaela Silva            | 11 – 00   | Fabiola Díaz       | 2 – 0  |
| –73 kg masculino  | Gabriel Falcão           | 11 – 00   | Sergio Mattey      | 3 – 0  |
| –70 kg feminino   | Aléxia Castilhos         | 00 – 10   | Evilsmar Rodríguez | 3 – 1  |
| –81 kg masculino  | Guilherme Schimidt       | 10 – 00   | Carlos Paez        | 4 – 1  |
| Categoria         | ARG Argentina            | Resultado | COL Colômbia       | Placar |
| –100 kg masculino | Ivo Dargoltz             | 00 – 10   | Francisco Balanta  | 0 – 1  |
| –57 kg feminino   | Brisa Gómez              | 00 – 10   | Maria Villalba     | 0 – 2  |
| –73 kg masculino  | Matteo Etchechury        | 00 – 10   | Andrés Sandoval    | 0 – 3  |
| –63 kg feminino   | Agustina De Lucia        | 00 – 10   | Luisa Bonilla      | 0 – 4  |
| Categoria         | CUB Cuba                 | Resultado | MEX México         | Placar |
| +100 kg masculino | Andy Granda              | 10 – 00   | Sergio del Sol     | 1 – 0  |
| –48 kg feminino   | —                        | DNS – W   | Edna Carrillo      | 1 – 1  |
| –73 kg masculino  | Magdiel Estrada          | 10 – 01   | Robin Jara         | 2 – 1  |
| –70 kg feminino   | Idelannis Gómez          | 10 – 00   | Renata Ortíz       | 3 – 1  |
| –90 kg masculino  | Iván Felipe Silva        | 11 – 00   | Angel García       | 4 – 1  |
| Categoria         | DOM República Dominicana | Resultado | CHI Chile          | Placar |
| –90 kg masculino  | Robert Florentino        | 10 – 01   | Thomas Briceño     | 1 – 0  |
| –57 kg feminino   | Ana Rosa                 | 10 – 00   | Elizabeth Segura   | 2 – 0  |
| –73 kg masculino  | Antonio Tornal           | 10 – 00   | Juan Pablo Vega    | 3 – 0  |
| –63 kg feminino   | Ariela Sánchez           | 10 – 00   | Camila Lagos       | 4 – 0  |

### Repescagem
| Categoria         | VEN Venezuela      | Resultado | ARG Argentina       | Placar |
| ----------------- | ------------------ | --------- | ------------------- | ------ |
| –52 kg feminino   | Fabiola Díaz       | 00 – 10   | Brisa Gómez         | 0 – 1  |
| –73 kg masculino  | Sergio Mattey      | 01 – 00   | Matteo Etchechury   | 1 – 1  |
| –70 kg feminino   | Elvismar Rodríguez | 10 – 00   | Agustina De Lucia   | 2 – 1  |
| –90 kg masculino  | Carlos Paez        | 00 – 10   | Mariano Coto        | 2 – 2  |
| +78 kg feminino   | Amarantha Urdaneta | 00 – 10   | Victoria Delvecchio | 2 – 3  |
| +100 kg masculino | Luis Amezquita     | 00 – 01   | Ivo Dargoltz        | 2 – 4  |
| Categoria         | MEX México         | Resultado | CHI Chile           | Placar |
| –52 kg feminino   | Paulina Martínez   | 11 – 00   | Elizabeth Segura    | 1 – 0  |
| –73 kg masculino  | Gilberto Cardoso   | 10 – 00   | Sebastián Pérez     | 2 – 0  |
| –63 kg feminino   | Prisca Awiti       | 10 – 00   | Camila Lagos        | 3 – 0  |
| –81 kg masculino  | Samuel Ayala       | 10 – 00   | Daniel Arancibia    | 4 – 0  |

### Semifinais
| Categoria         | BRA Brasil        | Resultado | COL Colômbia             | Placar |
| ----------------- | ----------------- | --------- | ------------------------ | ------ |
| –57 kg feminino   | Rafaela Silva     | 10 – 00   | Maria Villalba           | 1 – 0  |
| –66 kg masculino  | Willian Lima      | 10 – 00   | Andres Sandoval          | 2 – 0  |
| –70 kg feminino   | Luana Carvalho    | 11 – 01   | Luisa Bonilla            | 3 – 0  |
| –90 kg masculino  | Rafael Macedo     | 10 – 00   | Daniel Paz               | 4 – 0  |
| Categoria         | CUB Cuba          | Resultado | DOM República Dominicana | Placar |
| –48 kg feminino   | —                 | DNS – W   | Estefania Soriano        | 0 – 1  |
| –73 kg masculino  | Magdiel Estrada   | 01 – 11   | Antonio Tornal           | 0 – 2  |
| –70 kg feminino   | Idelannis Gómez   | 10 – 00   | Ariela Sánchez           | 1 – 2  |
| –90 kg masculino  | Ivan Felipe Silva | 10 – 00   | Robert Florentino        | 2 – 2  |
| +78 kg feminino   | Idalys Ortíz      | 10 – 00   | Moira Morillo            | 3 – 2  |
| +100 kg masculino | Andy Granda       | 10 – 00   | José Nova                | 4 – 2  |

### Disputas pelos bronzes
| Categoria         | ARG Argentina       | Resultado | DOM República Dominicana | Placar |
| ----------------- | ------------------- | --------- | ------------------------ | ------ |
| –73 kg masculino  | Matteo Etchechury   | 00 – 10   | Antonio Tornal           | 0 – 1  |
| –63 kg feminino   | Agustina De Lucia   | 10 – 00   | Ariela Sánchez           | 1 – 1  |
| –90 kg masculino  | Mariano Coto        | 00 – 10   | Robert Florentino        | 1 – 2  |
| –70 kg feminino   | Victoria Delvecchio | 00 – 10   | Eiraima Silvestre        | 1 – 3  |
| –100 kg masculino | Ivo Dargoltz        | 00 – 10   | José Nova                | 1 – 4  |
| Categoria         | MEX México          | Resultado | COL Colômbia             | Placar |
| –66 kg masculino  | Robin Jara          | 00 – 10   | Andres Sandoval          | 0 – 1  |
| –63 kg feminino   | Prisca Awiti        | 10 – 00   | Luisa Bonilla            | 1 – 1  |
| –90 kg masculino  | Angel Garcia        | 10 – 00   | Daniel Paz               | 2 – 1  |
| –70 kg feminino   | Katia Castillo      | 00 – 10   | Brigitte Carabali        | 2 – 2  |
| –100 kg masculino | Alexis Esquivel     | 00 – 10   | Francisco Balanta        | 2 – 3  |
| –52 kg feminino   | Paulina Martínez    | 00 – 10   | Maria Villalba           | 2 – 4  |

### Disputa pelo ouro
| Categoria         | BRA Brasil     | Resultado | CUB Cuba          | Placar |
| ----------------- | -------------- | --------- | ----------------- | ------ |
| –73 kg masculino  | Gabriel Falcão | 01 – 00   | Magdiel Estrada   | 1 – 0  |
| –70 kg feminino   | Luana Carvalho | 00 – 10   | Idelannis Gómez   | 1 – 1  |
| –90 kg masculino  | Rafael Macedo  | 00 – 01   | Ivan Felipe Silva | 1 – 2  |
| +78 kg feminino   | Beatriz Souza  | 10 – 00   | Idalys Ortíz      | 2 – 2  |
| +100 kg masculino | Rafael Silva   | 00 – 10   | Andy Granda       | 2 – 3  |
| –57 kg feminino   | Rafaela Silva  | W – DNS   | —                 | 3 – 3  |
| +100 kg masculino | Rafael Silva   | 00 – 10   | Andy Granda       | 3 – 4  |